# Mapania spadicea
Mapania spadicea är en halvgräsart som beskrevs av Hendrik Uittien. Mapania spadicea ingår i släktet Mapania och familjen halvgräs. Inga underarter finns listade i Catalogue of Life.